# العمارة البيزنطية الجديدة في الإمبراطورية الروسية

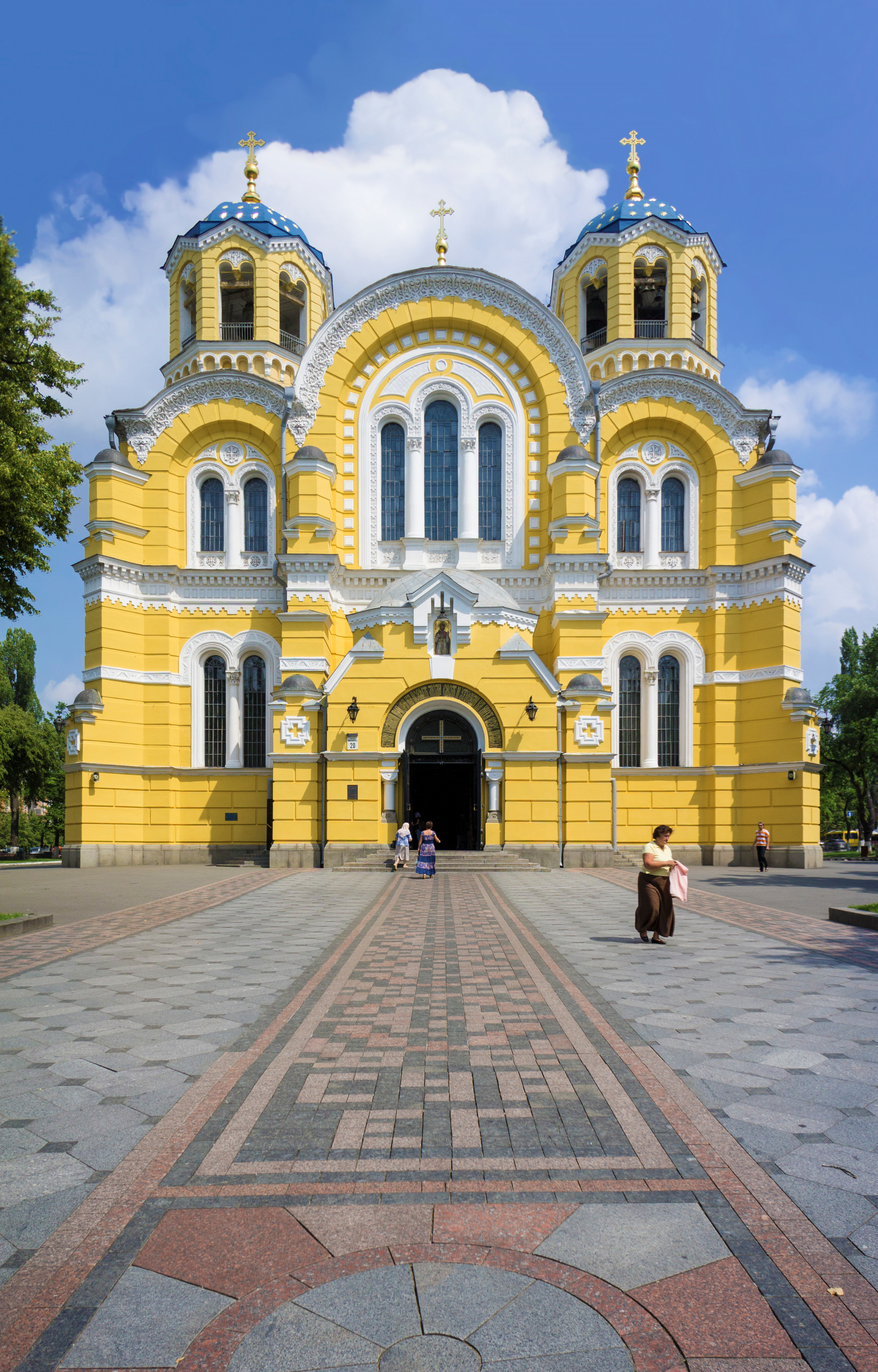
كاتدرائية القديس فلاديمير في كييف.

العمارة الروسية البيزنطية اتجاه إحيائي في العمارة والفنون الزخرفية والتطبيقية الروسية، بناء على تفسير أشكال العمارة البيزنطية والروسية القديمة. يمكن دمجه بالأنماط الأخرى باعتباره جزءًا من التركيبية.
نشأ الأسلوب في الإمبراطورية الروسية في النصف الأول من القرن التاسع عشر. يُعتبر كونستانتين ثون مؤسس هذا الأسلوب. أُنشئ الأسلوب الروسي البيزنطي في بداية ثلاثينيات القرن التاسع عشر بصفته اتجاهًا كاملًا، ورُبط ربطًا معقدًا بمفهوم المواطنة، معبرًا عن فكرة الاكتفاء الذاتي الثقافي لروسيا، كما عن استمراريتها السياسية والدينية في ما يتعلق بالإمبراطورية البيزنطية. بمعنى أضيق، يُشار إلى الأسلوب الروسي البيزنطي على أنه أسلوب كونستانتين ثون، والذي شاع في الثلث الثاني من القرن التاسع عشر، وسُمي أسلوب ما بعد ثون، الذي بدأ في الخمسينيات وكان أشبه بالعمارة البيزنطية، بالأسلوب البيزنطي الجديد.
صار الأسلوب الروسي البيزنطي أسلوب عمارة مفضل ومعتمد رسميًا لبناء الكنائس في خلال حكم ألكسندر الثاني ملك روسيا (1855- 1881). ورغم أن ألكسندر الثالث غيّر تفضيلات الدولة لصالح النهضة الروسية المتأخرة، ازدهرت العمارة البيزنطية الجديدة في عهده (1881- 1894) واستمر استخدامها حتى اندلاع الحرب العالمية الأولى. عمل مهندسو العمارة من المهاجرين البيض الذين استقروا في البلقان والهاربن بعد الثورة الروسية على التصاميم البيزنطية الجديدة حتى الحرب العالمية الثانية.
مبدئيًا، كانت مباني العمارة البيزنطية متمركزة في سانت بطرسبرغ وفي القرم، مع وجود مشروعين منعزلين أُطلقا في كييف وتبليسي. في ثمانينيات القرن التاسع عشر، صارت التصاميم البيزنطية خيارًا مُفضلًا للتوسع الأرثوذكسي على حدود الإمبراطورية، كونغرس بولندا، وليتوانيا، وبيسارابيا، ووسط آسيا، وشمال القوقاز، وفولغا الدنيا، وقوزاق هوستس، وفي تسعينيات القرت التاسع عشر، انتشرت إلى منطقة الأورال في سيبيريا على طول سكة الحديد الناشئة العابرة لسيبيريا. بُنيت كنائس بيزنطية برعاية الدولة أيضًا في القدس وهاربن وصوفيا وعلى ريفييرا الفرنسية. كان البناء غير الديني في الأسلوب البيزنطي غير شائع، ومعظم الأمثلة الباقية بُنيت بصفة مستشفيات وتكيّات في عهد الإمبراطور نيقولا الثاني.

## تاريخها

### خلفية
اتسم آخر عقد من حكم ألكسندر الأول بفرض الدولة الطراز الإمبراطوري على أنه الأسلوب المعماري الوحيد للبناء الديني والعام والخاص. رُفع هذا الاحتكار للأسلوب الواحد في بداية ثلاثينيات القرن التاسع عشر، فعندما شجع نيقولا الأول تصاميم كونستانين ثون الكنسية التركيبية، نادى مهندسو عمارة (ميخائيل بيكوفسكي) والأوساط الفنية عمومًا (نيكولاي غوغول) بتحرير عام لإجراءات تراخيص البناء، مصرين على حرية المهندس المعماري في اختيار أفضل أسلوب يناسب وظائف المبنى وتفضيلات العميل. نتيجة لذلك، بحلول نهاية أربعينيات القرن التاسع عشر، تنوعت العمارة المدنية الروسية إلى أساليب إحيائية متعددة (العمارة القوطية الحديثة على يد بيكوفسكي، وعصر النهضة الجديد على يد ثون) في حين مالت مشاريع الكنيسة الجديدة ناحية «ألبوم التصاميم النموذجية» خاصة ثون أو الكلاسيكية الجديدة.
اتسم حكم نيقولا الأول بامتداد دؤوب للإمبراطورية الروسية، إما في هيئة استعمار للأراضي التي كسبتها قبلًا في الغرب والجنوب (أجزاء من بولندا، وليتوانيا، ونوفوروسيا، والقرم، والقوقاز) أو في هيئة تدخل متزايد في المسألة الشرقية. شارك نيقولا أسلافه طموحاتهم في البوسفور والدردنيل، وانخرط في نزاعات مع فرنسا من أجل السيطرة على أضرحة الأراضي المقدسة، ما أثار حرب القرم. أثارت السياسات الشرقية للدولة الاهتمام العام ورعت الدراسات الأكاديمية في التاريخ والثقافة البيزنطيين. خلق الامتداد الأرثوذكسي الروسي إلى المناطق الجديدة مشاريع بناء جديدة كبيرة المستوى احتاجت إلى إدماجها في البيئات المحلية.
دعمت الأكاديمية الإمبراطورية للفنون، بإشراف وثيق من نيقولا، الدراسات حول الشرق وبالتحديد بيزنطة، لكن نيقولا نفسه كان يزدري العمارة البيزنطية. استذكر إيفان ستورم، وهو واحد من مهندسي كاتدرائية سانت فلاديمير في كييف، قول نيقولا: «لا أطيق هذا الأسلوب، ومع ذلك، على عكس البقية، إنني أسمح به». صارت الموافقة الملكية ممكنة بفضل الدراسات الأكاديمية لعمارة كييف روس في ثلاثينيات القرن التاسع عشر وأربعينياته، والتي حاولت للمرة الأولى إعادة بناء الشكل الأولي للكاتدرائيات الكييفية وأثبتتها باعتبارها الحلقة المفقودة بين بيزنطة وعمارة فيليكي نوفغورورد.
صارت كاتدرائية سانت فلاديمير أول مشروع بيزنطي جديد يوافق عليه الإمبراطور (1852). أخرت حرب القرم، وضعف التمويل (فقد مولت الكاتدرائية تبرعاتٌ خاصة) والأخطاء الهندسية الفادحة، إتمامها حتى ثمانينيات القرن نفسه. ظهرت أوائل المشاريع البيزنطية الجديدة التي أُتِمت بعد وفاة نيقولا: دواخل سانت سيرجيوس في كنيسة رادونزيه في دير سترلينا، والتي صممها أليكسي غورنوستايف (1859)، ومُصلى صغير في قصر مارينسكي صممه غريغوري غاغارين (1860).

### المباركة الملكية
صار الأمير غريغوري غاغارين، الذي شغل منصب دبلوماسي في القسطنطينية والقوقاز، أكثر داعمي الأسلوب البيزنطي تأثيرًا، عبر دراساته المنشورة حول الإرث القوقازي واليوناني الدارج بالإضافة إلى خدمته الإمبراطورة ماريا ألكساندروفنا والدوقة الكبرى ماريا نيكولايفنا (أخت ألكسندر الثاني ورئيسة الأكاديمية الملكية للفنون). مُبكرًا منذ عام1856، أعربت الإمبراطورة ماريا ألكساندروفنا عن إرادتها رؤية كنائس جديدة منفذة بالأسلوب البيزنطي.
بُنيت أُوَل هذه الكنائس في 1861- 1866 في الساحة اليونانية لسانت بطرسبرغ. تبع المهندس المعماري رومان كوزمين (1811- 1867) بصورة غير دقيقة معيار آيا صوفيا: قبة رئيسة مُسطحة مُفلطحة مُدمجة بقنطرة اسطوانية تتكئ على بنية تكعيبية رئيسة. لكن كوزمين أضاف ميزة جديدة، فبدلًا عن الحنيتين القياسيتين في النماذج الأولية البيزنطية، استخدم أربع. هُذب هذا التصميم صليبيّ الشكل في عام 1865 على يد ديفيد غريم، الذي وسّع بُنية كوزمين المُفلطحة عموديًا. ورغم أن تصميم غريم ظل على الورق لأكثر من 30 عامًا، صارت تركيبته الأساسية شاملة تقريبًا في ممارسة العمارة الروسية.
انطلق تيار آخر من تصميم ديفيد غريم لكاتدرائية سانت فلاديمير في تاوريس خيرسون (1858- 1879). كانت الكنيسة، التي بُنيت على حطام كاتدرائية يونانية قديمة، برعاية ألكسندر الثاني. اختارت ماريا ألكساندروفنا غريم، والذي كان مؤرخًا للإرث القوقازي أيضًا، وعلى الأرجح أن ذلك كان بنصيحة من غاغارين وماريا نيكولايفنا. استخدمت بنيته صليبية الشكل تعاقبًا معقدًا للأشكال المتداخلة البسيطة. قيّد غريم استخدام الأسطح الانحنائية في القبة الرئيسة فقط، فكانت الحنيات وأسقفها متعددة الأضلاع، بما يتماشى مع النماذج الجورجية والأرمنية. ظل هذا التنوع «الخطي» في العمارة البيزنطية غير شائع في القرن التاسع عشر لكن ذاع صيته في عهد نيقولا الثاني.
على الرغم من دعم العائلة الملكية، لم ينتج عهد ألكسندر الثاني الكثير من الأمثلة في هذا الأسلوب، ذلك أن الاقتصاد، الذي أعاقته حرب القرم وضغطته أكثر إصلاحات ألكسندر، كان أضعف من دعم البناء الشامل. وكانت المشاريع تتأخر عقودًا بعد أن تبدأ. مثلًا، جرت الموافقة على مسوّدة ألكسي أيديفيف لكاتدرائية سيفاستوبول في عام 1862، ولم يبدأ العمل الفعلي حتى 1873. كانت الأسس، التي بُنيت قبل الحرب، قائمة بالفعل ومع ذلك سار بناؤها ببطء حتى 1888، مستهلكة حياة المهندس حرفيًا. بدأ العمل في كاتدرائية تبليسي، التي صممها ديفيد غريم في عام 1865، في عام 1871 وسُرعان ما هُجرت، ولم يُستأنف العمل حتى 1889 وتم في 1897. وتوفي غريم بعد عام واحد.